# Dyschiriognatha oceanica
Dyschiriognatha oceanica là một loài nhện trong họ Tetragnathidae.
Loài này thuộc chi Dyschiriognatha. Dyschiriognatha oceanica được miêu tả năm 1929 bởi Berland.